# Мууга (Харьюмаа)
Му́уга (эст. Muuga) — деревня в волости Виймси уезда Харьюмаа, Эстония.

## География и описание
Расположена на берегу залива Мууга, в 4 километрах к северо-востоку от Таллина и в 5,5 километрах к востоку от уездного центра — посёлка Виймси. Высота над уровнем моря — 9 метров.
На территории деревни расположена часть порта Мууга.
Климат умеренный. Официальный язык — эстонский. Почтовый индекс — 74004.

## Население
По данным переписи населения 2021 года, в Мууга насчитывалось 593 жителя, из них 329 (55,5 %) — эстонцы.
По данным переписи населения 2011 года, в деревне проживал 581 человек, из них 327 (56,3 %) — эстонцы.
Численность населения деревни Мууга:
| Год  | 1959 | 1970 | 1979  | 1989  | 2000  | 2011  | 2017  | 2018  | 2019  | 2020  | 2021  |
| ---- | ---- | ---- | ----- | ----- | ----- | ----- | ----- | ----- | ----- | ----- | ----- |
| Чел. | 66   | ↗ 87 | ↗ 111 | ↗ 138 | ↗ 204 | ↗ 581 | ↗ 582 | ↘ 570 | ↘ 552 | ↗ 557 | ↗ 593 |

## История
Название Мууга впервые появляется в конце XVII века. На военно-топографических картах Российской Империи (1846–1863 годы), в состав которой входила Эстляндская губерния, деревня обозначена как Муга.
В 1959 году в южной части деревни Мууга стали возводить садовый посёлок Мууга, который в 1967 году был объединён с Таллином, а с 1980 года входит в состав города Маарду.
16 июня 2018 года старостой деревни был избран Андрус Пихель (эст. Andrus Pihel).

## Достопримечательности
На территории деревни находится второй по величине ледниковый валун Эстонии — Кабеликиви (эст. Kabelikivi). Охват около 58 метров, высота 6,4 метра, объём наземной части 728 м3. Охраняется государством.

## Комментарии
1. ↑  Эстонские топонимы, оканчивающиеся на -а, не склоняются и не имеют женского рода (исключение — Нарва)[8].